# Toyota Belta
O Belta é um automóvel sedan compacto da Toyota.